# Къща на архитект Христо Димов
Къщата на архитект Христо Димов се намира на улица „Сава Силов“ №37 в Стара Загора.
Построена е през 1923 г. по проект на архитект Христо Димов за семейството си. Тя е със заоблен еркер и три фронтона. По фасадата ѝ има декоративни гирлянди. Известна е като Къщата на архитекта.